# CIRAS (運輸)
CIRAS (Confidential Incident Reporting & Analysis System ; 機密インシデント報告・分析システム）とは、英国の輸送業界の労働者が提起し、健康、安全、福利のための機密安全報告サービスである。
このサービスは、旅客列車、貨物列車、ライトレール、ネットワークレール、ロンドン地下鉄、ロンドン交通局バスの労働者を対象とする。
鉄道安全標準化委員会（RSSB）の完全所有子会社であるが、労働者メンバーによって資金提供され、独立して運営されている。

## 歴史
CIRASは、もともとストラスクライド大学(Strathclyde University)のチームによって1996年に作成された。他の鉄道会社もプロジェクトに関心を示し、スコットランドのいくつかの鉄道路線が自主的にシステムに参加した。 
1999年のラッドブルック・グローブ列車衝突事故(Ladbroke Grove rail crash)の後、当時の運輸大臣ジョン・プレスコット(John Prescott)は、英国のすべての幹線鉄道が2000年に発効するCIRASの対象とすることを義務付けた
。一部の地域だけではなく、英国のすべての鉄道労働者にサービスを提供している
。

## 運営
CIRASは、英国の運輸労働者が規則や手順、施設、設備、またはトレーニングやブリーフィングに関するインシデントや懸念を報告するための報告プロセスを提供する。
報告は、電話、手紙、報告書またはWeb問い合わせフォームを介して作成できる。
報告書の作成方法に関係なく、レポートアナリストは常に報告者にインタビューし、最終レポートに報告者を特定できる情報が含まれていないことを確認する
。
これらの報告は、レビュー、アクション、および応答のために責任のある会社に送信される。元の報告者は、会社から提供された回答の書面によるコピーを受け取る。回答する会社が報告者の勤務会社とは限らない（たとえば、元の報告者が交通インフラに関するものである場合、他の会社から回答を受け取るかもしれない）。
報告書の一部は、ウェブサイト( https://www.ciras.org.uk )にある隔月のCIRASニュースレターでも公開される。

## 重要性
CIRASは、ヒューマンエラーと事故の分類形体の作成システムの1つと思われている
。
これは、不利な結果のみを報告するのではなく、予防手段として「ニアミス」を含む報告を収集する報告システムの1つである
。
報告の約70％は、何らかの形で前向きな行動につながる。これは、すべてのCIRAS報告の約3分の2が、「不安全な要素」が明らかになった後、CIRASに到達する前に、内部で報告されていることを考えると、非常に注目に値することである。